# Tansy Davies
Tansy Davies   (Bristol, 29 de maig de 1973) és un compositora anglesa de música clàssica contemporània. Va guanyar el concurs de joves compositors de la BBC el 1996 i ha escrit obres per a conjunts orquestrals com la London Symphony Orchestra, la BBC Symphony Orchestra i la BBC Scottish Symphony Orchestra.

## Primers anys de vida
Tansy Davies va començar cantant i tocant la guitarra en una banda de rock. Va desenvolupar l'interès per la composició en l'adolescència i va estudiar composició i trompa al Colchester Institute; després va estudiar amb Simon Bainbridge a la Guildhall School of Music and Drama i amb Simon Holt. Tansy Davies ha estat compositora resident al Royal Holloway College, de la Universitat de Londres (on es va doctorar), i actualment imparteix classes a la Royal Academy of Music de Londres. També ha treballat durant tres anys com a trompista independent i va formar part del Moon Velvet Collective.

## Encàrrecs
Davies va guanyar un premi al concurs de joves compositors de la BBC de 1996. Ha rebut diverses comissions de diverses organitzacions per a treballs com els següents:
- Iris (2004), encàrrec del Festival de Cheltenham[4]
- Residuum (2004), encàrrec de l'Orchestra of the Swan[5]
- Spiral House (2004), encàrrec de la BBC Scottish Symphony Orchestra
- Tilting (2005), encàrrec de la London Symphony Orchestra[6]
- Spine (2005), encàrrec del Festival Aldeburgh[7]
- As With Voices And With Tears (2010), encàrrec per a la Portsmouth Grammar School[8]
- Christmas hath a Darkness (2011), encàrrec per al Festival of Nine Lessons and Carols, King's College Cambridge 2011.[9]
- "Between Worlds" (2015), encàrrec del Barbican Center, per a l'Englishpera Nacional Anglesa.

Altres obres inclouen Streamlines (CBSO Youth Orchestra/Paul Daniel); Contraband (Britten Sinfonia); kingpin (Ciutat de Londres Sinfonia), Adorned (Haugesund CO - Noruega), Hinterland (Cheltenham Festival), Rift (BBC Concert Orchestra) i Elephant and Castle (una obra multimèdia a gran escala per al Festival Aldeburgh del 2007, coescrita amb la DJ de Warp Records, Mira Calix, i dirigida per Tim Hopkins). El febrer de 2007, el Birmingham Contemporary Music Group i Thomas Adès van presentar l'estrena de Falling Angel, una comissió de 20 minuts per a un gran conjunt a Birmingham, i al festival Présences de París. El seu primer encàrrec per a The Proms, Wild Card per a orquestra, va ser estrenat el setembre de 2010.

## Estil musical
La música de Davies està influïda pels mons de l'avantguarda clàssica, el funk i el rock experimental. A més, les indicacions de les seves partitures contenen indicacions inusuals, com ara "urbà, musculós", "desgavellat", "furtiu" i "sòlid, grinyolant". Altres influències en les seves composicions han inclòs l'arquitectura de Zaha Hadid, en el seu concert de trompeta Spiral House. També ha col·laborat amb la videoartista Zara Matthews.

## Enregistraments
Davies ha estat enregistrada en dos CD, Troubairitz (Nonclassical Recordings, 2011) i Spine (NMC Recordings, 2012), ambdós amb música composta durant la dècada del 2000-2010. Altres composicions apareixen en diverses antologies, sobretot a l'etiqueta NMC.

## Composicions
| - The Void in This Colour (2001) – orquesta de cambra de 13 músics - Inside out ii (2003) - Genome (2003) - Spiral House (2004) – trompeta i orquestra - Neon (2004) – orquestra de cambra de 7 músics - Iris (2004) – saxofon soprano i orquesta de cambra de 15 músics - Tilting (2005) – orquestra - Falling Angel (2006) – orquestra de cambra de 17 músics - Streamlines (2006) – orquestra - Grind show (electric) – orquestra de cambra de 5 músics més instruments electrònics - kingpin (2007) – orquestra de cambra - Adorned (2008) – cordes, clarinet de baix, cimbalom i harmònium - Hinterland (2008) – orquestra de cambra - Rift (2008) – orquestra - Leaf Springs (2008) - Grind show (unplugged) - (2008) - Destroying Beauty (2008) – veu i piano - This Love (2009) – tenor i piano - Static (2009) – tenor i piano - Troubairitz (2010) – soprano i percussió - Wild Card (2010) – orquestra - Greenhouses (2011) – veu femenina, flauta contralto, percussió i contrabaix - Christmas Eve (2011) – veu mixta - Aquatic (2011) – duet de corn anglès i percussió - Nature (2012) – concert per piano i 10 músics - Delphic Bee (2012) – per a nou instruments de vent |